# Golemo Selo
Golemo Selo (en serbe cyrillique : Големо Село) est un village de Serbie situé sur le territoire de la Ville de Vranje, district de Pčinja. Au recensement de 2011, il comptait 781 habitants.
Golemo Selo est situé sur les bords de la Veternica, un affluent gauche de la Južna Morava.

## Démographie

### Évolution historique de la population
| 1948  | 1953  | 1961  | 1971  | 1981  | 1991  | 2002  | 2011 |
| ----- | ----- | ----- | ----- | ----- | ----- | ----- | ---- |
| 1 738 | 1 772 | 1 691 | 1 451 | 1 232 | 1 116 | 1 051 | 781  |

|  |